# Kila kyrka, Västmanland
Kila kyrka är en kyrkobyggnad som tillhör Kila församling i Västerås stift. Kyrkan ligger i Kila socken en halvmil sydväst om Sala.

## Kyrkobyggnaden

### Tillkomst och medeltida ombyggnader
Ursprungliga stenkyrkan uppfördes någon gång på 1300-talet och ersatte möjligen en tidigare träkyrka. Den hade längden 20,2 meter. Kyrkorummet försågs med ett tunnvalv av trä. Korväggen hade ett högt trekopplat fönster och södra långhusväggen hade två höga fönster. Under senare delen av 1400-talet försågs kyrkorummet med två stjärnvalv. Eftersom valvpelare tillkom ändrades fönsteröppningarnas lägen. Väggarna dekorerades med figurmålningar och något senare försågs valven med målningar.

### Senare ombyggnader
År 1780 uppfördes kyrktornet vid en förlängning åt väster och samtidigt revs det medeltida vapenhuset. Klockstapeln revs och dess virke återanvändes till bjälklag och klockbockar. Kyrkans medeltida, branta sadeltak ersattes med ett brutet tak. 1798 förlängdes kyrkan åt öster då nuvarande kor och sakristia tillkom. I sin nuvarande form består kyrkan av ett långhus med rakt avslutat kor i öster av samma bredd som långhuset. Öster om koret finns en vidbyggd sakristia. Vid långhusets västra kortsida finns kyrktornet med ingång. Nuvarande kyrkas längd är 43,5 meter och bredden 8,8 meter.
I kyrkans långhus finns 21 medeltida takstolar som dateras till 1300-tal. I tornet har inga medeltida virkesdelar påträffats.
År 2011 belades kyrkans fasader med ny puts. Fönster, ljudluckor, dörrar och järndetaljer målades. En del plåtdetaljer kompletterades. Fasaderna målades i rosa färg, medan sockeln målades rödbrun.

## Inventarier
- Ett triumfkrucifix är från 1300-talet.
- Träskulpturer är från medeltiden.
- Ett altarskåp från omkring 1500 kan vara ett svenskt  eller nordtyskt arbete.
- Predikstolen är från 1651 och tillverkad av Peder Arvidsson i Sala och blev inköpt för 210 Daler. En altarpredikstol som användes under åren 1828-1936 och blev tillverkad av Hovbildhuggaren Axel Magnus Fahlcrantz finns i tornkammaren två trappor upp där ett litet museum är inrymt.
- Dopkittel gjuten av klockmalm från 1540, med ett latinskt textband.
- Fragment finns av en dopfunt som daterats till 1100-talet och anses vara av Mälardalstypen.
- En altartavla från 1450.[4]

### Orgel
- Ett gammalt orgelverk anskaffat cirka 1650 med 6 stämmor stod tidigare i koret. Det stod på en läktare i främre delen av den gamla kyrkan. Det hade kostat 220 Daler.
- 1772 byggdes ett nytt orgelverk av Niclas Söderström och Mattias Swahlberg den yngre vid den västra dörren i kyrkan. Orgeln hade 8  stämmor. Den bekostades av Sala Bergslag för 3 900 daler Kopparmynt.[4]

| Manual        |
| Qvintadena 8' |
| Spetsflöjt 4' |
| Principal 4'  |
| Qvinta 3'     |
| Oktava 2'     |
| Trumpet 8'    |
| Trumpet 4' B  |
| Vox virginea  |

- 1893 byggdes ett nytt orgelverk med 9 stämmor fördelade på en manual och bi-hängd pedal av firman E. A. Setterquist & Son i Örebro. Orgeln har ett oktavkoppel och ett forte-pianokoppel. Orgeln avsynades onsdagen 9 augusti 1893 av organisterna Per Erik Dahlström i Sala och Erik Olsson Ehlin (tidigare Elin före 1897)(1845-1908) i Heby, Västerlövsta.[6]

## Bilder

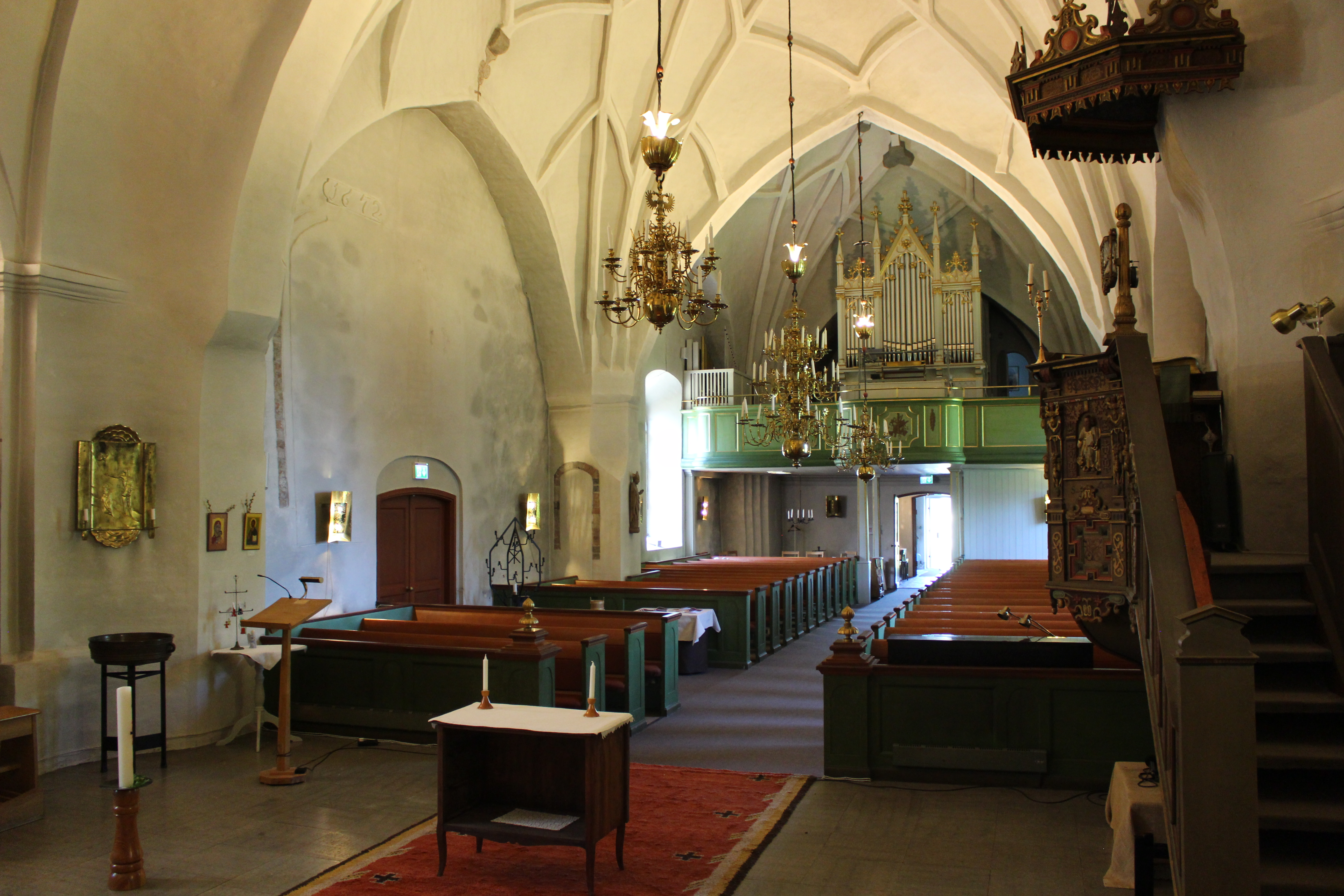
Kyrkorum mot väster.
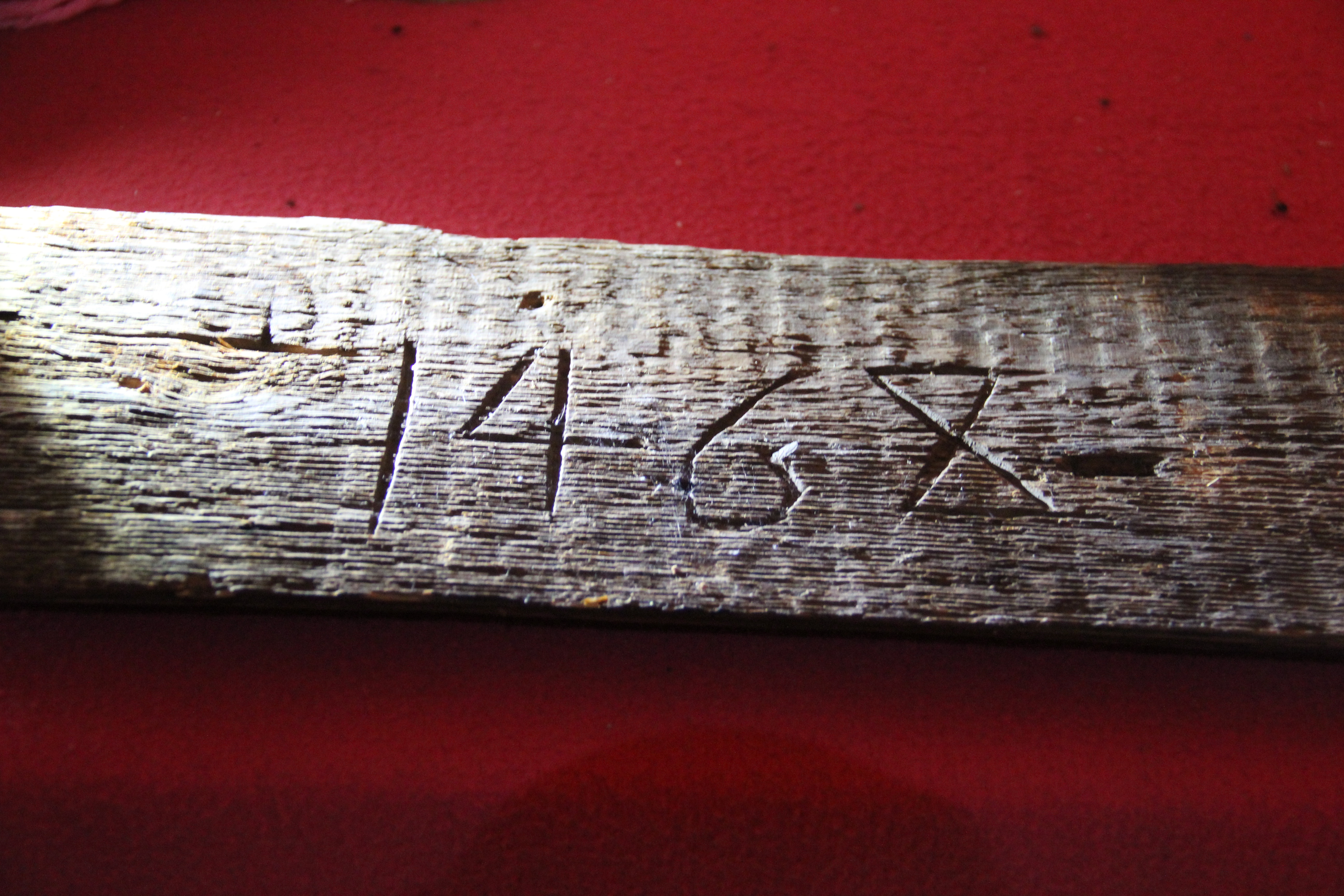
Bräda med årtalet 1468, eventuellt del av en taktrobräda.

### Fotnoter
1. ↑  ”Strödda anteckningar om Kila socken.”. Sala Allehanda, artikel 2:a kolumn längst ner. 8 november 1901. https://tidningar.kb.se/4112769/1901-11-08/edition/172392/part/1/page/3/?newspaper=SALA%20ALLEHANDA&from=1901-11-08&to=1901-11-08. Läst 5 december 2022.
2. ↑  ”Bebyggelseregistret (BeBR) - Riksantikvarieämbetet”. www.bebyggelseregistret.raa.se. http://www.bebyggelseregistret.raa.se/bbr2/anlaggning/visaHistorik.raa?anlaggningId=21300000004778&page=historik&visaHistorik=true. Läst 11 oktober 2017.
3. ↑  ”Kila kyrka Fasadrestaurering.”. Västmanlands läns museum. https://vastmanlandslansmuseum.se/wp-content/uploads/2022/01/2012-B8-Kila-kyrka-fasadrestaurering.pdf.
4. 1 2  ”Strödda anteckningar om Kila socken.”. Sala Allehanda, notis 3:e kolumn överst. 8 november 1901. https://tidningar.kb.se/4112769/1901-11-08/edition/172392/part/1/page/3/?newspaper=SALA%20ALLEHANDA&from=1901-11-08&to=1901-11-08. Läst 5 december 2022.
5. ↑  Abrahamsson Hülpers, Abraham (1773). Historisk Afhandling om Musik och Instrumenter särdeles om Orgwerks Inrättningen i Allmänhet jemte Kort Beskrifning öfwer Orgwerken i Swerige. Västerås: Johan Laurentius Horrn. sid. 280. Libris 2413220
6. ↑  ”En ny orgel är under innevarande sommar uppförd i Kila sockens kyrka och afsynades i densamma i onsdags.”. Sala Allehanda, notis 1:a kolumn. 11 augusti 1893. https://tidningar.kb.se/4112769/1893-08-11/edition/172392/part/1/page/2/?newspaper=SALA%20ALLEHANDA&from=1893-08-11&to=1893-08-11. Läst 13 januari 2023.